# الغاطس (بدن)

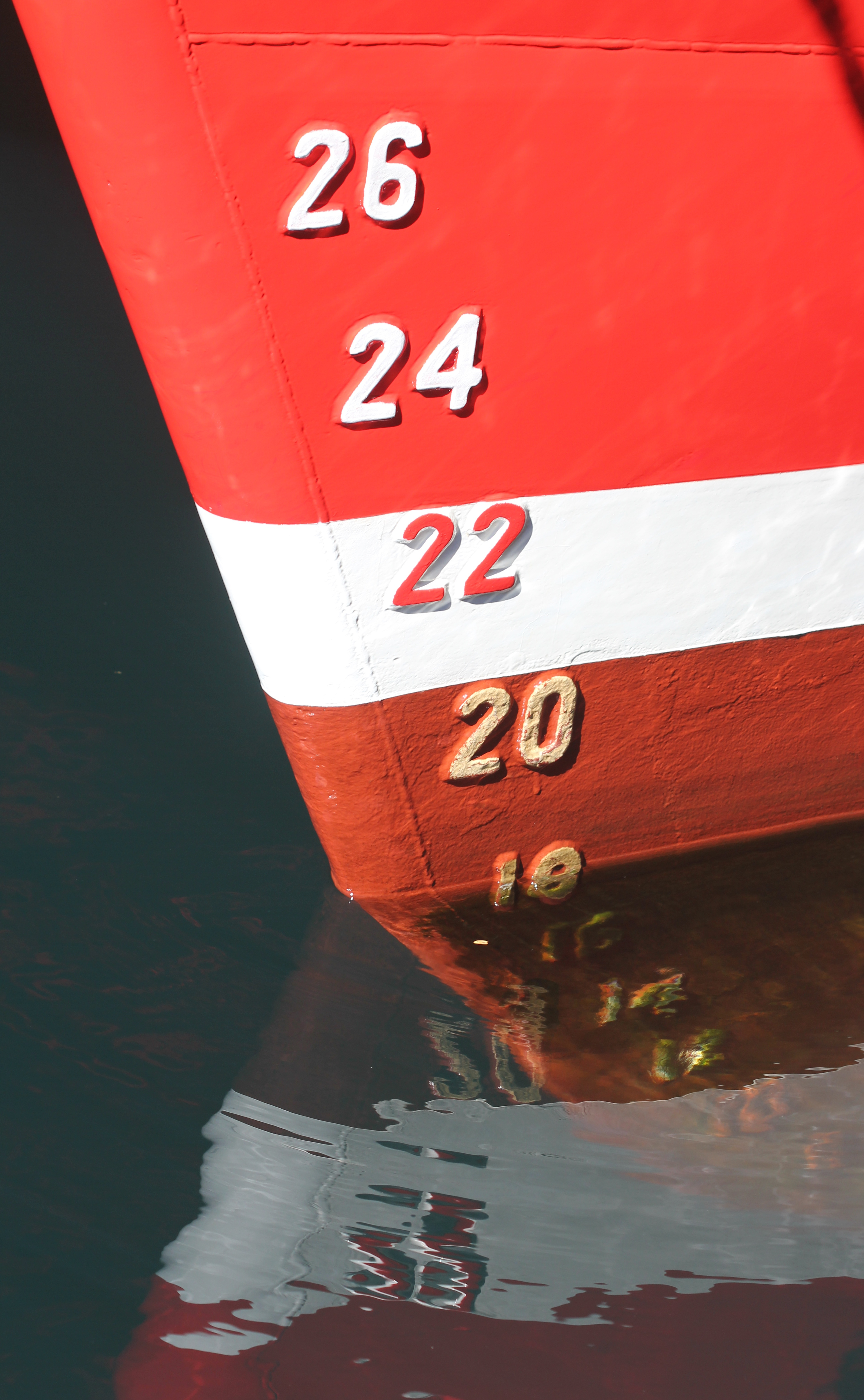
علامات الغاطس على قوس السفينة

غاطس بدن السفينة هي المسافة الرأسية بين سطح الماء والجزء السفلي من جسم السفينة (العارضة). يحدد الغاطس الحد الأدنى لعمق المياه التي يمكن أن يبحر فيها السفينة أو القارب بأمان.
يوضح الجدول من حوض بناء السفن إزاحة المياه لكل غاطس. يجب أن تؤخذ كثافة الماء (مالح أو عذب) وحمولة السفينة في الاعتبار. يمكن أيضًا استخدام المسودة لتحديد وزن الشحنة على متن السفينة عن طريق حساب إجمالي إزاحة المياه ثم استخدام مبدأ أرخميدس.
يُعرَّف المصطلح «تقليم» ذو الصلة الوثيقة بأنه الفرق بين الغاطس الأمامي والخلفي.

## من السفينة
- يتم قياس الغاطس (المؤخرة) في عمودي المؤخرة.
- يتم قياس الغاطس الأمام (القوس) في عمودي القوس.[ بحاجة لمصدر ]
- تقليم السفينة هو الفرق بين الغاطس الأمامي والخلفي. عندما تكون الغاطس الخلفي أكبر، يُعتبر الوعاء (هيكل) ذو تقليم إيجابي، ويكون له تقليم سلبي عندما يكون الغاطس الأمامي أكبر.[2] في مثل هذه الحالة، يُشار إليها غالبًا على أنها "رأسًا على عقب.

## قائمة المراجع
- Hayler، William B.؛ Keever, John M. (2003). American Merchant Seaman's Manual. Cornell Maritime Prress. ISBN:0-87033-549-9.
- Turpin، Edward A.؛ McEwen, William A. (1980). Merchant Marine Officers' Handbook (ط. 4th). Centreville, MD: Cornell Maritime Press. ISBN:0-87033-056-X.